# Schefflera quinquestylorum
Schefflera quinquestylorum là một loài thực vật có hoa trong Họ Cuồng cuồng. Loài này được Steyerm. miêu tả khoa học đầu tiên năm 1963.